# Флорентийский кинжал
«Флорентийский кинжал» (англ. The Florentine Dagger) — американский криминальный фильм режиссёра Роберта Флори, который вышел на экраны в 1935 году.
Фильм рассказывает о наследнике рода Борджиа (Дональд Вудс), который убеждён в том, что унаследовал склонность предков к убийству. Его подозрения углубляются, когда отца девушки (Маргарет Линдси), в которую он влюблён, находят заколотым флорентийским кинжалом. Однако в результате расследования, которое проводят его знакомый доктор Литтел (Обри Смит) и инспектор венской полиции (Роберт Бэррат), выясняется личность истинного убийцы и глубинные корни этого преступления.
В жанровом плане фильм сочетает элементы готического фильма ужасов и традиционного детектива. Это одна из первых голливудских картин, в которых существенную роль играет психоанализ.

## Сюжет
На поезде независимо друг от друга в небольшой итальянский городок Росано прибывают трое людей с различными целями. Театральный продюсер из Вены Виктор Баллау (Генри О’Нил) рассчитывает спокойно почитать несколько новых пьес, а проживающий в Вене британский врач доктор Джерард Литтон (Обри Смит) в свой отпуск просто путешествует по Италии. Третьим гостем стал итальянец из Рима Хуан «Сезар» Чезаре (Дональд Вудс), который с интересом взирает на возвышающийся над городом замок Борджиа. Все трое селятся в одной гостинице. Во время ужина Баллау и Литтон видят на стене портрет Чезаре Борджиа, обращая внимание на его поразительное внешнее сходство с Сезаром. На следующее утро хозяин гостиницы Сальваторе (Чарльз Джуделс) устраивает для троих посетителей экскурсию в замок Борджиа, рассказывая им, в частности, о том, что род Борджиа на протяжении нескольких столетий был знаменит убийствами. После экскурсии Сезар направляется в аптеку, где заказывает яд по специальному рецепту. После того, как Сезар объявляет, что завтра утром поездом возвращается в Рим, хозяйка гостиницы (Рафаэла Оттиано) рассказывает о странностях его поведения другим постояльцам, из чего доктор Литтон делает вывод, что Сезар страдает паранойей. Сезар подходит к портрету Чезаре Борджиа и выпивает принесённый от аптекаря состав, думая, что там яд. В этот момент в его комнату входят инспектор местной полиции (Пол Поркази) и доктор Литтон, который говорит Сезару, что по его просьбе аптекарь заменил заказанный им состав на обычную соль. После ухода полицейского Литтон представляется психиатром и объясняет Сезару, что тому нужна серьёзная помощь. Сезар сознаётся, что он является потомком рода Борджиа, от которого, по его мнению, он унаследовал свойственную роду тягу к убийствам, и потому решил покончить с собой. Доктор говорит, что сможет ему помочь, предлагая направиться вместе с ним Вену, и взяться за написание пьесы о Борджиа.
Поселившись в Вене, Сезар сочиняет пьесу, а Баллау берётся поставить её в своём театре, однако не может найти актрису на главную роль Лукреции Борджиа до тех пор, пока домой из зарубежной поездки не возвращается дочь Баллау по имени Флоранс (Маргарет Линдси). Восхищённый её красотой и манерой себя держать, Сезар сразу же предлагает взять её на главную роль, и Баллау после некоторых колебаний соглашается. Постановка имеет большой успех, и возбуждённый Сезар влюбляется в Флоранс, в чём доктор Литтон видит очередное проявление дуализма его личности. Сезар заявляет Флоранс, что поедет к Баллау просить её руки, однако девушка просит его не делать этого. Однако Сезар всё-таки приезжает домой к Баллау, где видит на стене портрет матери Флоранс, которая также была актрисой и погибла при пожаре в театре двадцать лет назад. Сезар поражается внешнему сходству Флоранс с матерью. Однако Баллау отказывает Сезару в руке своей дочери, заявляя, что тот не сможет понять всю сложность их семейных отношений. Сезар обращает внимание на то, что на стене у Баллау висит герб Борджиа с тремя флорентийскими кинжалами. В подавленном состоянии Сезар уходит, после чего напивается. Тем же вечером, когда Сезар возвращается в театр, то видит, что Флоранс срочно уехала домой прямо посреди спектакля. Сезар снова приезжает к Баллау, где видит, что тот заколот одним из кинжалов Борджиа. На месте работает полиция во главе с инспектором фон Бринкнером (Роберт Бэррат), который выясняет, что в момент убийства в доме помимо хозяина находилась только 54-летняя служанка Тереза (Флоренс Фэйр), которая проработала в его доме уже 20 лет и на лице носит едва заметную маску. Тереза говорит, что в доме никого не заметила. Сезар заключает, что в пьяном состоянии в нём проснулись убийственные гены Борджиа, и он пришёл и убил Баллау из-за его отказа дать согласие на свадьбу с Флоранс. Литтон не верит в то, что убийцей мог быть Сезар, а Флоранс предполагает, что это могло быть самоубийство. Когда инспектор выясняет, что сегодня Флоранс неожиданно уехала домой прямо посреди спектакля, подозрение падает на неё, хотя у неё и нет очевидного мотива. Доктор задаётся вопросом, не стала ли Флоранс в жизни уподобляться Лукреции Борджиа, которую играет на сцене. В театре на слова Сезара, что Флоранс не могла убить отца, инспектор сообщает ему, что она не родная дочь Баллау. Инспектор сообщает, что много лет назад в Лондоне Баллау женился на англичанке Флории Бэнкрофт, у которой была дочь. После того, как Флория погибла во время пожара в театре, Баллау вырастил Флоранс самостоятельно. Баллау, по предположению инспектора, влюблён в Флоранс и потому не разрешал ей выходить замуж за Сезара, и тогда она убила его. Инспектор даёт указание задержать Флоранс. Однако Сезар, как и доктор, убежден в невиновности Флоранс, и они решают доказать это. Под гипнозом Флоранс рассказывает доктору, что в ней живёт другая личность — Флоранс Бэнкрофт, а также утверждает, что не убивала Баллау, однако уходит от того, чтобы назвать имя настоящего убийцы. После сеанса гипноза Литтон заключает, что Флоранс здорова и действительно никого не убивала, однако знает его имя, но как хорошая актриса сумела скрыть это. Ночью кто-то в чёрном плаще проникает в дом Литтона и вторым флорентийским кинжалом ранит доктора в руку. Судя по удару, Литтон заключает, что это была женщина. Инспектор выпускает Флоранс и устанавливает за ней слежку в надежде, что она приведёт к убийце, однако той удаётся скрыться. На аукционе, где распродают дорогие вещи из коллекции Баллау, неожиданно исчезает герб с флорентийскими кинжалами, а серебряные подсвечники, которые также проходили по делу, покупает таинственная дама, которая долгое время крутилась около герба. Проследив за ней от аукционного дома, Сезар и Литтон выясняют, что это изготовительница человекоподобных масок и париков Федерика (Эйли Мэлион), которая держит собственный магазин. Сезар и Литтон заходят в магазин, где видят, как Федерика ставит подсвечники на камин под старой афишей Баллау. Увидев их, Федерика рассказывает, что Баллау заслуживал смерти. Видя, что Федерика тесно связана с семьёй Баллау, Сезар догадывается, что Флоранс прячется где-то в этом доме и находит её. Флоранс рассказывает, что Федерика работала в театре Баллау в то время, когда её мать попала в пожар. Однако мать на самом деле не погибла, но серьёзно обожгла лицо, и Федерика изготовила для неё специальную маску. Увидев на стене одну из масок, похожую на лицо Терезы, доктор догадывается, кто мог быть убийцей. Через Федерику он вызывает Терезу, которая рассказывает, что это она убила Баллау, чтобы избавить дочь от его любовных преследований. Её настоящее имя — Флория Бэнкрофт, и она мать Флоранс. Она была женой Баллау, но однажды в театре он намеренно устроил пожар, в результате которого было изуродовано её лицо, однако она выжила и все эти годы носила маску, работая у Баллау в качестве прислуги. Далее она сознаётся, что совершила нападение на доктора Литтона, но не собиралась убивать его, а лишь хотела таким образом отвести подозрение от дочери, которая в тот момент находилась в руках полиции. Инспектор фон Бринкер, люди которого успели установить в магазине Федерики прослушивающее оборудование, слышит весь разговор. Окончательно разобравшись в ситуации, он снимает своих людей с пограничного контроля в аэропорте, давая возможность Сезару и Флоранс в сопровождении матери вылететь в Италию.

## В ролях
- Дональд Вудс — Хуан «Сезар» Чезаре
- Маргарет Линдси — Флоранс Баллау / Флоранс Бэнкрофт
- Обри Смит — доктор Литтон
- Генри О’Нил — Виктор Баллау
- Роберт Бэррат — инспектор полиции, капитан фон Бринкнер
- Флоренс Фэйр — Тереза Холспар / Флория Бэнкрофт
- Чарльз Джуделс — Сальваторе, хозяин гостиницы
- Рафаэла Оттиано — Лили Салваторе
- Пол Поркази — Антонио, итальянский полицейский
- Эйли Мэлион — Фредерика, изготовительница масок
- Эгон Бречер — Карл, дворецкий Литтона
- Герман Бинг — кондитер
- Генри Колкер — аукционист

## Создатели фильма
Как пишет историк кино Ричард Харланд Смит, «картина основана на романе „Флорентийский кинжал“ 1923 года журналиста, драматурга и сценариста Бена Хекта». Наряду с фильмами «Дочь Дракулы» (1936), «Головокружение» (1945) и «Змеиная яма» (1948) это один из первых фильмов, в которых заметную роль играет психоанализ.
Режиссёр фильма Роберт Флори и сценарист Том Рид перед этим работали вместе над фильмом ужасов по рассказу Эдгара Алана По «Убийство на улице Морг» (1932) для Universal. Ранее сценарист Рид писал субтитры для немого фильма «Призрак Оперы» (1925) также студии Universal, и, как пишет Смит, «потому не удивительно, что ключевым элементом сюжета в этом фильме является натуральная маска, которая скрывает изуродованное лицо реального убийцы». Критик также обращает внимание на то, что Роберт Флори впоследствии использует сюжетный ход с маской ещё однажды в фильме «Лицо под маской» (1941) с Питером Лорре в роли иммигранта, уродство которого толкает его на путь преступлений.

## Оценка фильма критикой
После выхода фильма на экраны кинокритик «Нью-Йорк Таймс» Фрэнк С. Ньюджент сравнил его с книгой, отметив, что в романе «Флорентийский кинжал» «Бен Хект использовал остроумный приём, чтобы скрыть личность убийцы. Есть всего три подозреваемых, но, чтобы усложнить задачу читателю, он дал каждому из них раздвоенную личность». Чтобы раскрыть убийство обанкротившегося коллекционера искусства Виктора Балло, мало было просто догадаться, кто из троих был преступником. Надо было также определить, какая из двух личностей внутри него совершила убийство — его первое «я» или второе. Вероятно, по той причине, что всё это потребовало бы слишком сложных объяснений, такой сюжетный ход не был перенесён в фильм. В целом же, по словам Ньюджента, «отступлений от сюжета Хекта настолько много, что складывается фактически новая картина происходящего». Что же касается актёрской игры, то, по мнению критика, созданный Дональдом Вудсом образ не имеет ничего общего с соответствующим персонажем книги, «Маргарет Линдси хороша в роли невротической Флоранс», а в ролях второго плана «достаточно хороши Обри Смит, Роберт Бэррат, Эйли Мэлион и Генри О’Нил». Подводя итог, Ньюджент пишет, что получилась картина, которая «не хуже и не лучше, чем большинство детективных историй. Она не слишком сложная и даёт публике шансы чуть более 50 % на то, что она опередит экранных сыщиков в нахождении правильного ответа». При этом «картина не удовлетворяет как киновариант книги и, кроме того, не особенно увлекательна сама по себе».
Рецензент журнала TimeOut называет картину «поистине странным триллером», указывая далее, что «после сверхсжатия романа Бена Хекта сценарий получается немного лоскутным, блуждая от классически стильного фильма ужасов в начале до традиционного детектива и затем обратно к Гран-Гиньолю». В рецензии отмечается, что фильм до некоторой степени построен вокруг «фрейдистского анализа (действие происходит в Вене), и в большей степени держится за счёт постоянно изобретательной и атмосферной постановки Флори». Что же касается актёров, то особого «признания заслуживает Бэррат за своё поразительно остроумное изображение чувственного и галантного шефа полиции». По мнению Смита, помимо редкого для своего времени обращения к психоанализу, этот «детективный триллер» знаменателен своим «пугающим готическим оформлением», а также «колоритной игрой Обри Смита, Роберта Бэррата и Флоренс Флэр в ролях второго плана».